# Bannister Merwin
Bannister Merwin est un scénariste et réalisateur américain, né en 1873 à Litchfield (Connecticut) et mort le 22 février 1922 à Londres.

## Filmographie

### comme scénariste
- 1921 : Love at the Wheel
- 1909 : A Rose of the Tenderloin
- 1910 : The Engineer's Romance
- 1910 : Carminella
- 1910 : The Princess and the Peasant
- 1910 : Sisters
- 1910 : The Lady and the Burglar
- 1910 : The Farmer's Daughter
- 1910 : Arms and the Woman
- 1911 : Mike, the Miser
- 1911 : A Stage Romance
- 1911 : Mr. Bumptious, Detective
- 1911 : The Strike at the Mines
- 1911 : The Child and the Tramp
- 1911 : Father's Dress Suit
- 1911 : The Younger Brother
- 1911 : The Professor and the New Hat
- 1911 : Two White Roses
- 1911 : The Silent Tongue
- 1911 : Betty's Buttons
- 1911 : The Lighthouse by the Sea
- 1911 : Mary's Masquerade
- 1911 : Her Wedding Ring
- 1911 : A Modern Cinderella
- 1911 : The Awakening of John Bond
- 1911 : Papa's Sweetheart
- 1912 : The Stolen Nickel
- 1912 : For the Cause of the South
- 1912 : His Secretary
- 1912 : The Insurgent Senator
- 1912 : The Escape from Bondage
- 1912 : More Precious Than Gold
- 1912 : In His Father's Steps
- 1912 : Alone in New York
- 1912 : Mary in Stage Land
- 1912 : The Affair at Raynor's
- 1912 : A Suffragette in Spite of Himself
- 1912 : A Letter to the Princess
- 1912 : The New Squire
- 1912 : Fog
- 1912 : A Clue to Her Parentage
- 1913 : A Race to New York
- 1913 : The Red Man's Burden
- 1913 : The Maid of Honor
- 1913 : Leonie
- 1913 : The Mountaineers
- 1913 : The Ambassador's Daughter
- 1913 : False to Their Trust
- 1913 : The Princess and the Man
- 1913 : The Governess
- 1913 : Confidence
- 1913 : His Enemy
- 1913 : The Will of the People
- 1913 : A Youthful Knight
- 1913 : The Gauntlets of Washington
- 1913 : The Dean's Daughters
- 1913 : Bread on the Waters
- 1913 : With the Eyes of the Blind
- 1913 : Fortune Smiles
- 1914 : She Stoops to Conquer
- 1914 : Her Children
- 1914 : The Foreman's Treachery
- 1914 : Duty
- 1914 : A Bachelor's Love Story
- 1914 : The Antique Brooch
- 1914 : All for His Sake
- 1914 : Branscombe's Pal
- 1915 : The Middleman
- 1915 : The King's Outcast
- 1915 : The Firm of Girdlestone
- 1915 : Brother Officers
- 1916 : Paste
- 1916 : The Last Challenge
- 1916 : Altar Chains
- 1916 : You
- 1917 : Les Cloches de Corneville
- 1917 : Boy Scouts Be Prepared
- 1918 : A Turf Conspiracy
- 1918 : The Greatest Wish in the World
- 1918 : Boys of the Otter Patrol
- 1919 : The Silver Greyhound
- 1920 : True Tilda
- 1920 : The Pursuit of Pamela
- 1920 : London Pride
- 1920 : The Land of Mystery
- 1921 : 'Orace
- 1921 : The Magistrate
- 1921 : The Golden Dawn

### comme réalisateur
- 1910 : Carminella
- 1910 : Sisters
- 1910 : The Lady and the Burglar
- 1910 : Arms and the Woman
- 1911 : Mike, the Miser
- 1911 : A Stage Romance
- 1911 : Mr. Bumptious, Detective
- 1911 : The Child and the Tramp
- 1911 : Father's Dress Suit
- 1911 : The Younger Brother
- 1911 : The Professor and the New Hat
- 1911 : Two White Roses
- 1911 : The Silent Tongue
- 1911 : Betty's Buttons
- 1911 : Mary's Masquerade
- 1911 : The Summer Girl
- 1911 : Her Wedding Ring
- 1911 : An Old Sweetheart of Mine
- 1911 : Home
- 1911 : Papa's Sweetheart
- 1912 : The Stolen Nickel
- 1912 : Father's Bluff
- 1912 : For the Cause of the South
- 1912 : His Secretary
- 1912 : His Daughter
- 1912 : The Nurse
- 1912 : A Cowboy's Stratagem
- 1912 : The Insurgent Senator
- 1912 : The Little Woolen Shoe
- 1912 : The Sunset Gun
- 1912 : In His Father's Steps
- 1912 : Holding the Fort
- 1912 : Helping John
- 1912 : The Dam Builder
- 1912 : The Governor
- 1912 : Calumet 'K'
- 1912 : The Girl from the Country
- 1912 : Under False Colors
- 1912 : A Suffragette in Spite of Himself
- 1912 : A Doctor for an Hour
- 1912 : A Christmas Accident
- 1912 : For Her
- 1913 : The Red Man's Burden
- 1913 : Leonie
- 1913 : The Mountaineers
- 1913 : Confidence
- 1913 : The Will of the People
- 1913 : A Youthful Knight
- 1913 : The Elder Brother
- 1914 : A Treacherous Rival
- 1914 : The Message in the Rose
- 1916 : A Rogue in Love
- 1916 : Altar Chains
- 1919 : The Silver Greyhound
- 1919 : Her Heritage
- 1920 : Laddie
- 1921 : 'Orace
- 1921 : The Magistrate